# Plumes de cheval
Pour plus de détails, voir Fiche technique et Distribution.
Plumes de cheval (titre original : Horse Feathers) est un film américain réalisé par Norman Z. McLeod sorti en 1932.

## Synopsis
Groucho est directeur d'un collège où Zeppo engage comme joueurs de football américain, deux bootleggers contre lesquels luttent maladroitement Harpo et Chico.

## Fiche technique
- Titre français : Plumes de cheval
- Titre original : Horse Feathers
- Réalisation : Norman Z. McLeod, assisté de Charles Barton (non crédité)
- Scénario : Bert Kalmar, Harry Ruby, S.J. Perelman, Will B. Johnstone (en)
- Directeur de la photographie : Ray June
- Musique et lyrics : John Leipold, Bert Kalmar, Harry Ruby
- Production : B. P. Schulberg pour la Paramount Pictures
- Genre : Comédie burlesque
- Durée : 64 minutes
- Date de sortie : 6 octobre 1932

## Distribution

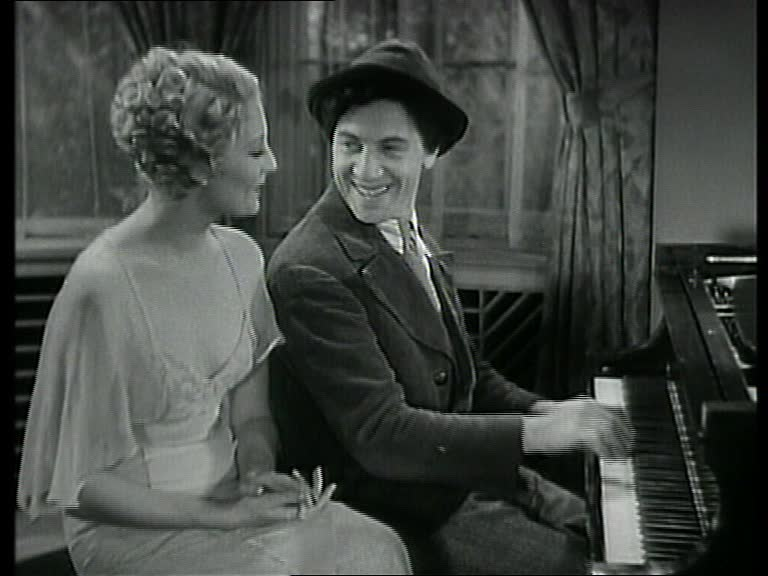
Thelma Todd et Chico Marx dans le film.

- Groucho Marx : Prof. Quincy Adams Wagstaff
- Harpo Marx : Pinky
- Chico Marx : Baravelli
- Zeppo Marx : Frank Wagstaff
- Thelma Todd : Connie Bailey
- David Landau : Jennings
- James Pierce : Mullen
- Nat Pendleton : MacHardie
- Reginald Barlow : l'ex président du Huxley College
- Florine McKinney : Peggy Carrington
- E.J. Lesaint, E.H. Calvert : Les professeurs (dans le bureau de Wagstaff)

Et, parmi les acteurs non crédités :
- Robert Greig : le professeur de biologie
- Theresa Harris : Laura, la servante de Connie

## À noter
- C'est dans ce film que les Marx interprètent Tout le monde dit I love you, dont le titre sera repris par Woody Allen pour son film de 1996.
- La scène du mot de passe est l'une des plus célèbres de la bande, elle donne lieu à de multiples clins d'œil dans le cinéma depuis cette époque, autour du mot « swordfish » (espadon).